# SML Maschinengesellschaft

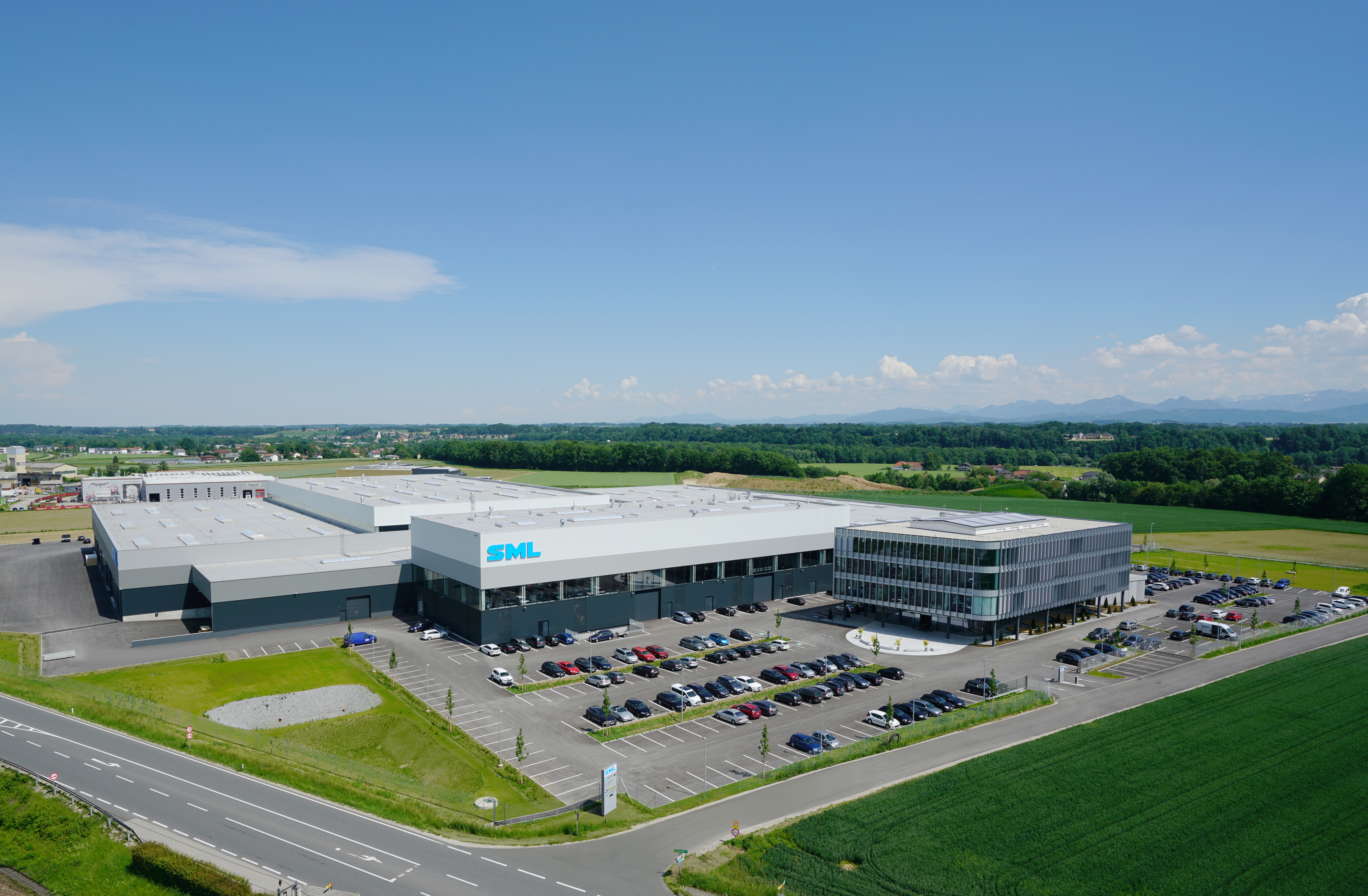
Firmensitz der SML Maschinengesellschaft mbH in Redlham, Österreich

Die SML Maschinengesellschaft mbH stellt Hochleistungsextrusionsanlagen zur Herstellung von Folien, Platten, Laminaten und Filamenten her.
Die von SML entwickelten Maschinen kommen weltweit in der Kunststoff-, Verpackungs- und technischen Textilindustrie zum Einsatz. SML beschäftigt etwa 280 Mitarbeiter, die meisten davon am Hauptsitz in Redlham, Oberösterreich. Die Exportquote übersteigt regelmäßig 97 Prozent des Jahresumsatzes.

## Geschichte
Die Wurzeln der SML reichen bis ins Jahr 1967 zurück, als der Faserhersteller Lenzing AG eine separate Abteilung für die Eigenproduktion von Verpackungsmaterial für seine Faserballen gründete. Dort wurden die weltweit ersten Extrusionsanlagen für monoaxial verstreckte Folien gebaut. Die entwickelten Verpackungsmaterialien wurden ein Erfolg, und bald wurden die Folien als auch die Maschinen zur Folienherstellung nicht nur in der Lenzing AG selbst verwendet, sondern auch auf dem Weltmarkt verkauft. Diese Kunststoffverarbeitungsmaschinen wurden ständig weiterentwickelt und die Produktpalette kontinuierlich erweitert. 1995 wurde der Geschäftsbereich ‚Kunststoffmaschinenbau‘ der Lenzing AG mehrheitlich an die Starlinger & Co GmbH verkauft und SML als eigenständiges Privatunternehmen gegründet.
1995 – Gründung der SML Maschinengesellschaft mbH
1998 – Österreichischer Staatspreis für Innovation – für einen vollautomatischen Hochgeschwindigkeitswickler 'Wickler W2000' für Mehrschichtfolien
1998 – Erweiterung der Produktpalette mit AUSTROFIL® Spinnanlagen
2001 – Markteinführung der ersten Flachfolienextrusionsanlage für atmungsaktive Hygienefolie 2003 – ‘Sleeve Touch Technology’ – Entwicklung und Markteinführung eines Verfahrens zur Herstellung von hochtransparenter Polypropylenfolie
2004 – Exportpreis der Österreichischen Wirtschaftskammer, Sparte Industrie
2008 – Installation der ersten Schmelze-zu-Folie-Anlagen für den Herstellungsprozess von PET-Folie
2009 – Präsentation der weltweit ersten Stretchfolienanlage mit einer Anlagengeschwindigkeit von 1000 Metern pro Minute in Produktion
2011 – Umstrukturierung der Eigentumsverhältnisse – die private FSH Holding wird Mehrheitseigentümer
2013 – Markteinführung der flexiblen Beschichtungs- und Laminieranlage 'FlexPack® 1500' für die Herstellung von flexiblen Folienverbunden, atmungsaktiven Verbunden und aluminium- und papierhaltigen Verbunden
2015 – Präsentation der weltgrößten Stretchfolienanlage 'Master Cast' mit einer Folienbreite von insgesamt 6 Metern
2017 – Spatenstich: SML investiert 45 Mio. EUR in neue Firmengebäude
2019 – Umzug des gesamten Unternehmens in den neu errichteten Firmensitz in Redlham, etwa 14 Kilometer vom früheren Standort in Lenzing entfernt
2019 – Live-Präsentation einer PowerCast XL-Streckfolienanlage auf der K 2019, Düsseldorf

## Konzernstruktur
SML betreibt 4 Niederlassungen (Stand: Juli 2020):
- SML Machinery Far East Sdn Bhd (1029958-P), Petaling Jaya, Malaysia
- SML Beijing Office, Beijing, P.R. of China
- SML Moscow Office, Moscow, Russia
- SML North America Service Inc., Gloucester, USA

## Produkte
SML entwickelt und fertigt Extrusionsanlagen für Folien, Platten, Beschichtungen und Laminierungen sowie für Multifilamente. Das Unternehmen bietet sowohl Sondermaschinen als auch standardisierte Lösungen an. Die auf den Maschinen von SML hergestellten Produkte reichen von ultradünnen Folien bis hin zu halbstarren Platten und reichen bis hin zu beschichteten Substraten und laminierten Verbindungen. Ein weiterer Produktbereich sind Multifilamentgarne für technische und textile Anwendungen.